# Death Before Dishonor XII
Death Before Dishonor XII est un pay-per-view (PPV) de catch produit par la Ring of Honor (ROH), qui fut disponible uniquement en ligne et via Ustream. Le PPV s'est déroulé en deux parties : la première le 22 août 2014 au Turner Hall Ballroom à Milwaukee, dans le Wisconsin, la seconde s'est déroulé le jour suivant au Frontier Fieldhouse à Chicago Ridge dans l'Illinois. Ce fut le 12e Death Before Dishonor de l'histoire de la ROH.

## Contexte
Les spectacles de la Ring of Honor en paiement à la séance sont constitués de matchs aux résultats prédéterminés par les scénaristes de la ROH. Ces rencontres sont justifiées par des storylines - une rivalité avec un catcheur, la plupart du temps - ou par des qualifications survenues au cours de shows précédant l'évènement. Tous les catcheurs possèdent un gimmick, c'est-à-dire qu'ils incarnent un personnage face (gentil) ou heel (méchant), qui évolue au fil des rencontres. Un pay-per-view comme Death Before Dishonor est donc un événement tournant pour les différentes storylines en cours.

### Michael Elgin vs. Silas Young
Le 22 juin à Best in the World 2014, Michael Elgin bat Adam Cole et devient champion du monde de la ROH. Le 12 juillet à Aftershock, Silas Young bat Jimmy Jacobs, Matt Taven et ACH dans un Four Corners Survival match et devient challenger pour le titre mondial de la ROH et obtiendra son opportunité pour le 22 août à Milwaukee,.

### Christopher Daniels & Frankie Kazarian vs. The Kingdom
Le 12 juillet, lors de AfterShock, The Kingdom affronte le néo-champion Michael Elgin, en équipe avec Christopher Daniels et Frankie Kazarian. Le match se termine en No-Contest et Matt Hardy perd contre Michael Elgin pour le titre mondial de la ROH. La ROH a ensuite annoncé un match revanche entre The Kingdom (Adam Cole & Michael Bennett) et l'équipe de Daniels et Kazarian.

## Résultats
- Night I

| #                                                                | Matchs, | Stipulation                                 | Durée |
| ---------------------------------------------------------------- | --- | ------------------------------------------- | ----- |
| 1                                                                | Christopher Daniels & Frankie Kazarian battent The Kingdom (Adam Cole & Michael Bennett) (avec Maria Kanellis)     | Match par équipe                            |       |
| 2                                                                | Adam Pearce bat Tadarius Thomas                                                                                    | Match simple                                |       |
| 3                                                                | Tommaso Ciampa bat Jimmy Jacobs                                                                                    | Match simple                                |       |
| 4                                                                | A.J. Styles bat Kyle O'Reilly (avec Bobby Fish)                                                                    | Match simple                                |       |
| 5                                                                | ACH bat Jay Lethal (avec Truth Martini et Seleziya Sparx), Bobby Fish, Cedric Alexander, B.J. Whitmer et Adam Page | Six Man Scramble match                      |       |
| 6                                                                | Hanson bat Roderick Strong                                                                                         | Match simple                                |       |
| 7                                                                | The Briscoe Brothers (Jay Briscoe & Mark Briscoe) battent The Young Bucks (Nick Jackson & Matt Jackson)            | Match par équipe                            |       |
| 8                                                                | Michael Elgin (c) bat Silas Young                                                                                  | Match simple pour le ROH World Championship |       |
| (c) désigne le(s) champion(s) défendant son titre dans le match. | |                                             |       |

- Night II

| #                                                                | Matchs, | Stipulation                                            | Durée |
| ---------------------------------------------------------------- | --- | ------------------------------------------------------ | ----- |
| Dark                                                             | Will Ferrara (en), Cheeseburger & Louis Lyndon battent Mike Psyko, Matt Sells & Stokely Hathaway                                                                                    | Six-Man Tag Team match                                 |       |
| 1                                                                | The Decade (en) (Jimmy Jacobs & Roderick Strong) (avec Adam Page & Tadarius Thomas) battent Ethan Gabriel Owens & Josh Alexander                                                    | Match par équipe                                       |       |
| 2                                                                | Jay Lethal (c) (avec Truth Martini et Seleziya Sparx) bat Caprice Coleman | Match simple pour le ROH World Television Championship |       |
| 3                                                                | ACH bat Silas Young, B.J. Whitmer (avec Tadarius Thomas) et Michael Bennett (avec Maria Kanellis)                                                                                   | Four Corners Survival match                            |       |
| 4                                                                | Adam Cole bat Hanson | Match simple                                           |       |
| 5                                                                | Michael Elgin (c) bat Tommaso Ciampa par arrêt arbitral | Match simple pour le ROH World Championship            |       |
| 6                                                                | Adam Page (avec Jimmy Jacobs) bat Adam Pearce | Match simple                                           |       |
| 7                                                                | A.J. Styles bat Cedric Alexander | Match simple                                           |       |
| 8                                                                | ReDRagon (Kyle O'Reilly & Bobby Fish) & The Young Bucks (Nick Jackson & Matt Jackson) battent Briscoe Brothers (Jay Briscoe & Mark Briscoe), Christopher Daniels & Frankie Kazarian | Eight-man Elimination Tag Team match                   |       |
| (c) désigne le(s) champion(s) défendant son titre dans le match. | |                                                        |       |